# 兵庫県立姫路産業技術高等学校
兵庫県立姫路産業技術高等学校（ひょうごけんりつ ひめじさんぎょうぎじゅつこうとうがっこう）は、兵庫県姫路市に所在した公立の定時制工業高等学校。
兵庫県立飾磨工業高等学校に併設されていたが2005年3月31日に閉校した。

## 設置学科
- 昼間定時制課程（3年制）
  - 機械工作科
  - 機械製図科

## 所在地
- 〒672-8064 兵庫県姫路市飾磨区細江319

## 沿革
- 1966年 - 開校。
- 2003年 - 生徒募集停止。
- 2005年3月31日 - 閉校。

## 概要
県立姫路高等技術専門学院連携教育により、1年次に兵庫県立姫路高等技術専門学院（職業能力開発校）内に併設された分教場に通学し、その習得した技術を生かして就職、2年次以降は夜間本校に通学するという形態をとっていた。